# 8444-es mellékút (Magyarország)
A 8444-es számú mellékút egy rövid. alig több mint 3,5 kilométer hosszú, négy számjegyű országos közút Vas vármegyében.

## Nyomvonala
Tanakajd belterületén, Kajd településrész délnyugati szélén ágazik ki a 87-es főútból, annak 15+600-as kilométerszelvénye közelében, észak felé. Belterületi szakasza a Fő utca nevet viseli, így keresztezi a Gyöngyös-patakot is, nagyjából 700 méter megtételét követően, illetve az egykori Szombathely–Rum-vasútvonal nyomvonalát is a belterület északi szélén, kevéssel az első kilométerének elérése előtt. 3,3 kilométer után áthalad egy kisebb vízfolyás felett, ugyanott átszeli Vép határát is. Kevéssel ezután véget is ér, beletorkollva a 8443-as útba, annak a 13+150-es kilométerszelvénye közelében.
Teljes hossza, az országos közutak térképes nyilvántartását szolgáló kira.gov.hu adatbázisa szerint 3,695 kilométer.

## Települések az út mentén
- Tanakajd
- Vép